# RMS Empress of Britain
La RMS Empress of Britain è stato un transatlantico britannico appartenuto alla compagnia di trasporti canadese Canadian Pacific Railway che operò durante gli anni '30 del '900, a volte anche come nave da crociera. Con lo scoppio della Seconda guerra mondiale fu requisita dal governo britannico per essere usata come nave trasporto truppe, per poi essere affondata dal sommergibile tedesco U-32, divenendo il più grande transatlantico perso durante il conflitto e la più grande nave mai affondata da un u-boot.

## Costruzione e caratteristiche

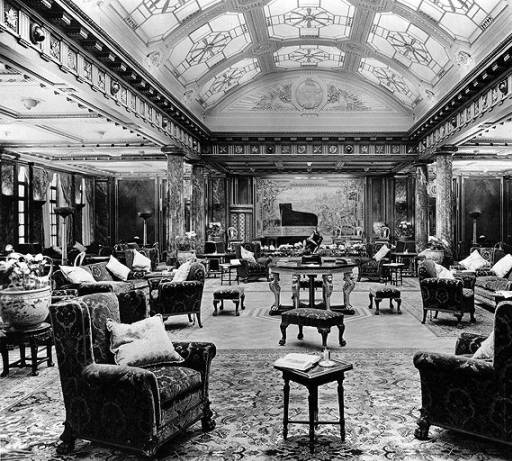
Il salone di prima classe.

Lo scafo fu impostato nel 1928 ai cantieri di John Brown & Company di Clydebank, in Scozia, e fu varata l'11 giugno del 1931 da Edoardo, il principe del Galles (futuro re Edoardo VIII). Fu una delle prime navi in assoluto ad essere pensata sia per gli spostamenti transatlantici sia per le crociere. Per questo motivo fu arredata in maniera estremamente lussuosa, con gli interni in stile Art déco con molti richiami anche all'arte classica. La nave aveva una grande sala da ballo con palco che fungeva sia da teatro che da cinema (decorata dall'artista sir John Lavery), una maestosa hall la cui scalinata era sormontata da un murale di Maurice Greiffenhagen raffigurante l'arrivo in Quebec di Samuel de Champlain, un bar decorato dal fumettista W. Heath Robinson, un salone arredato in stile rinascimentale da sir Charles Allom, una sala fumatori arredata da Edmund Dulac in stile orientale e una sala da pranzo su due piani lunga 40 metri e larga 29,8 decorata da Frank Brangwyn e intitolata a Jacques Cartier, con un grande affresco dell'esploratore mentre mappa il fiume di San Lorenzo.

## Storia
La nave compì il suo viaggio inaugurale il 27 maggio 1931, dimostrandosi subito veloce e sicura, anche se, con il passare del tempo, l'agguerrita concorrenza delle società europee fece sì che la nave fosse spesso piena solo a metà. Tra i passeggeri più celebri ci fu l'attore Douglas Fairbanks, che elogiò il servizio e il lusso a bordo. Parallelamente alla carriera di transatlantico, compì diverse crociere intorno al mondo della durata di quattro mesi con tappe in India, Cina, Giappone, Africa, Sudamerica, Italia, Spagna e Grecia. Durante la sua carriera non si verificarono mai incidenti significativi, a parte una collisione con un mercantile nel 1935 (da cui comunque la grande nave riportò solo danni leggeri), ma complessivamente la nave riuscì poche volte a ripagare le grandi spese di mantenimento. Nel settembre 1939 compì il suo ultimo attraversamento dell'Atlantico, per poi venire dipinta di grigio ed essere adibita a trasporto truppe una volta arrivata in Canada.

## Affondamento
Alle 9 del mattino del 26 ottobre 1940, la nave, al comando di Charles Sapsworth, stava compiendo un viaggio tra Città del Capo e Portsmouth con a bordo 220 soldati, 400 membri dell'equipaggio e diverse centinaia di civili, quando fu intercettata da un bombardiere tedesco Fw 200 Condor che sganciò due bombe da 250 kg che, penetrando attraverso la cupola del salone, esplosero dentro la nave causando un grande incendio. Rimasero uccisi 25 marinai e 20 soldati ma, grazie al pronto intervento della Royal Navy, l'evacuazione fu effettuata con successo e senza altre perdite, nonostante il fuoco avesse ormai completamente avvolto la nave. Il giorno dopo, alcuni rimorchiatori giunsero sul posto per salvare la nave, ma durante la notte il sommergibile U-32, che era stato informato sulla posizione della nave, la colpì con due siluri. Alle 2:05 del 28 ottobre la nave affondò definitivamente, dopo solo dieci minuti dall'impatto del primo siluro.